# Лікоріс променистий
Лікоріс променистий (Lycoris radiata) — вид рослин роду лікоріс (Lycoris).

## Назва
Японська назва квітки «хіганбана» (яп. ヒガンバナ) означає «квітка іншого берега», де під «іншим берегом» йдеться про Нірвану. В англійській мові квітка має назву «лілія Червоний павук», та «червона магічна лілія» (англ. red spider lily, red magic lily).

## Будова
Багаторічна рослина висотою до 60 см. Має підземну цибулину. Листя вузькі, 7-15 см завдовжки, 4-7 мм шириною. На стеблі утворюється 5-7 яскраво червоних квіток. Пелюстки вузькі, близько 1,5 см шириною, загнуті назад. Тичинки дуже довгі — до 20 см, як лапи павука, тому цей вид лікоріса отримав назву «червоний павук».

## Життєвий цикл
Квіти з'являються пізньою осінню.

## Поширення та середовище існування
Походить з Китаю, Кореї та Непалу. Був завезений спочатку в Японію, а згодом в США.

## Практичне використання
Рослина дуже отруйна. В Японії нею оточують поля та житло, щоб відлякувати шкідників.
У буддистів ця квітка асоціюється зі смертю, букети лікоріса покладають на могили. Сезон, коли розпускаються криваво-червоні квіти, у японців традиційно асоціюється з відвідуванням могил предків. Лікоріс променистий не дарують через це живим людям.

## Цікаві факти
Щороку помилуватися квітками цієї рослини з'їжджаються японці на традиційний «ханасампо».

## Галерея

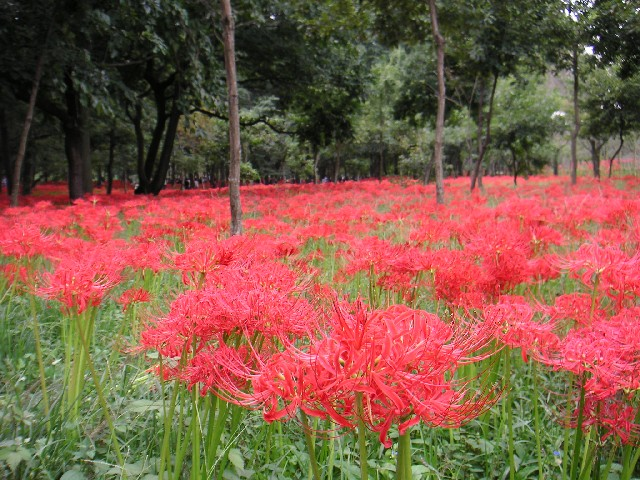
Поле
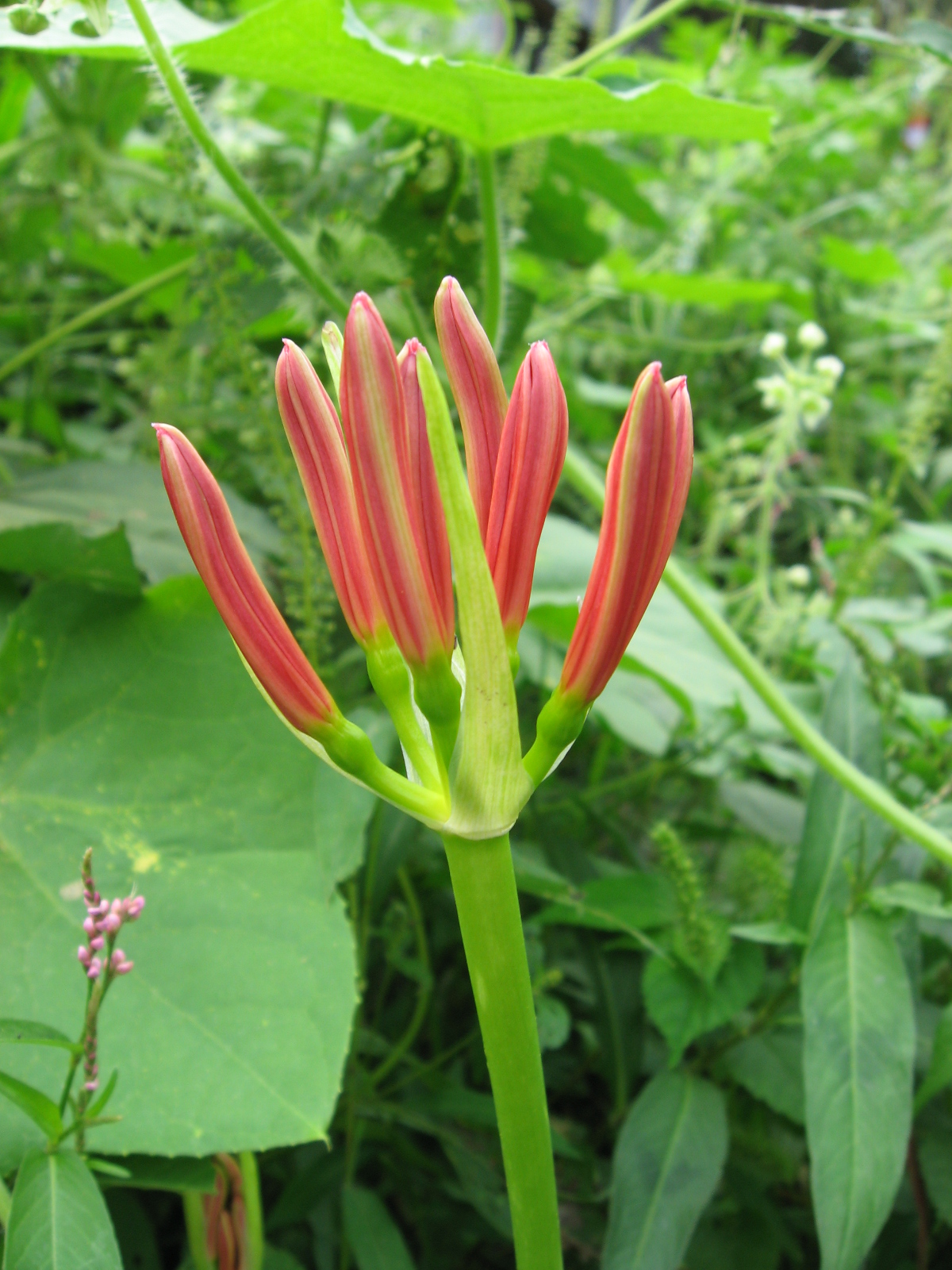
Нерозкриті квіти
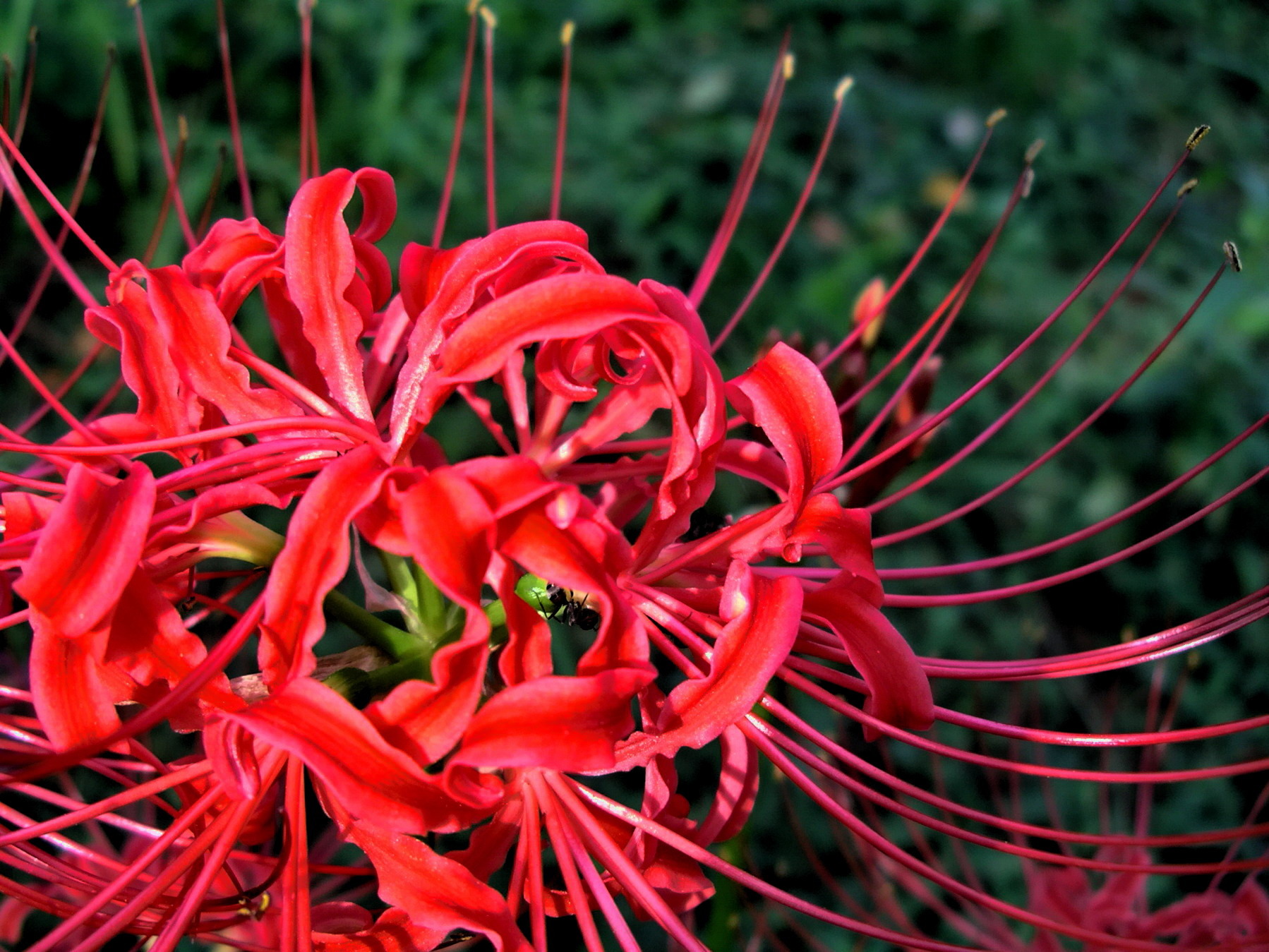
Квітка
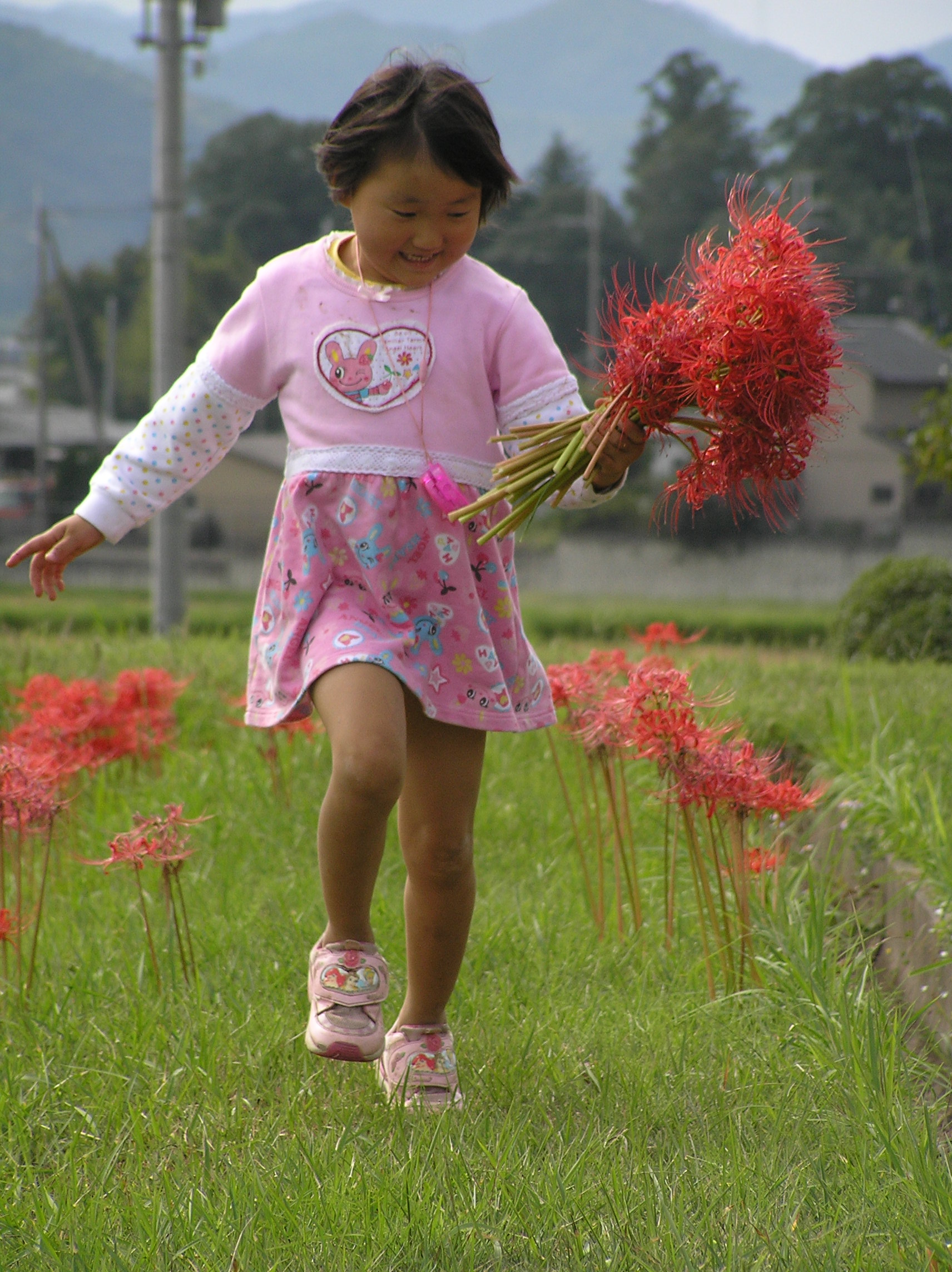
Дівчина з квітами